# Mérleghinta

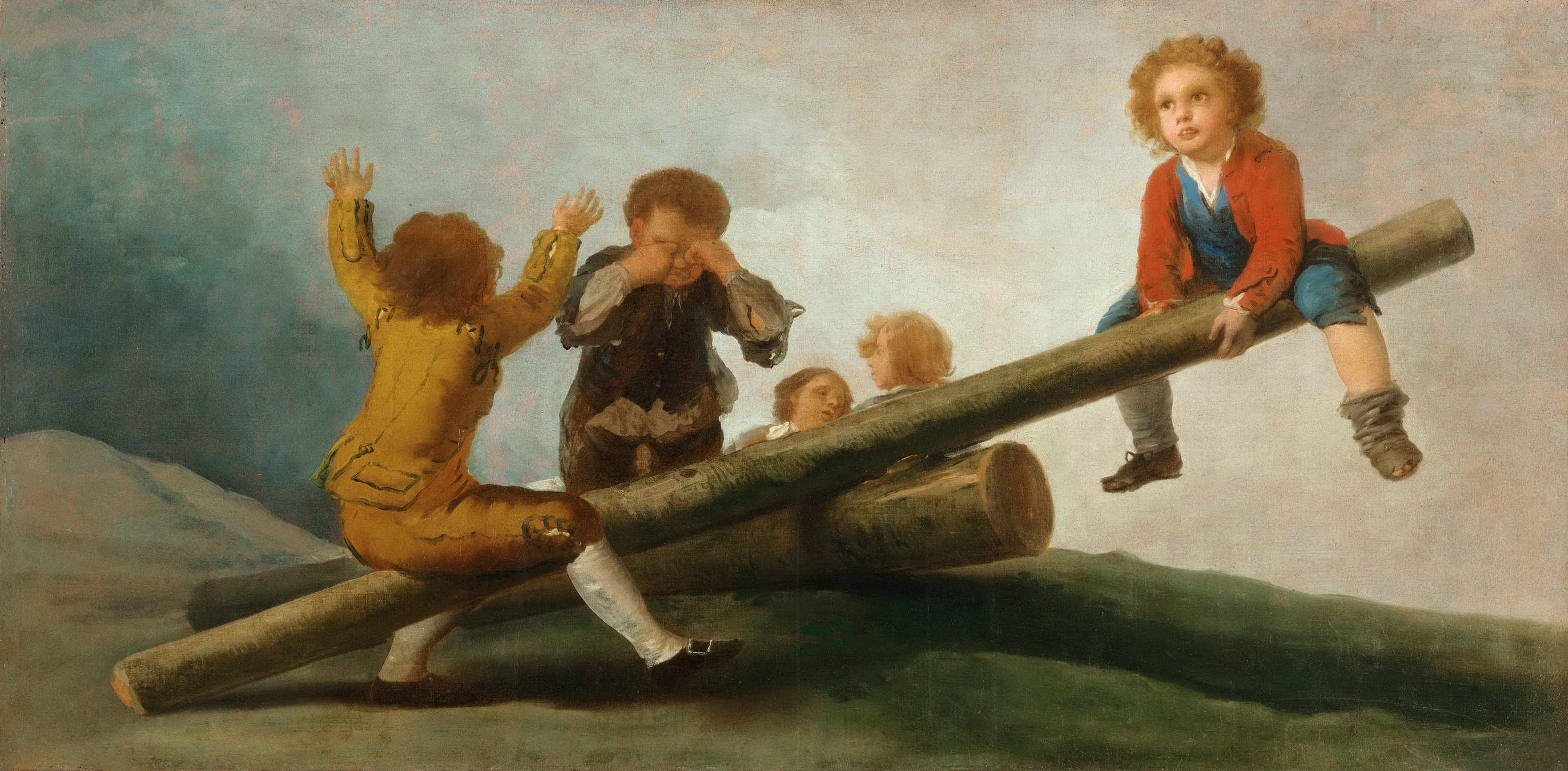
Francisco de Goya 1792-es mérleghintáról készült festménye

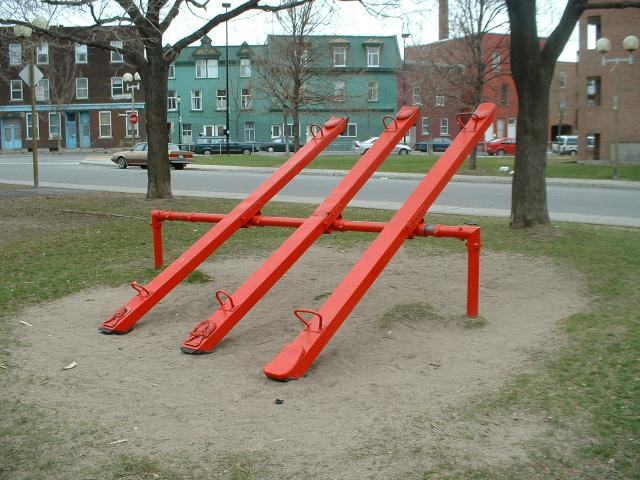
Összekapcsolt játszótéri libikóka készlet

A mérleghinta (más néven libikóka vagy lipityóka) egy hosszú, keskeny deszka, amelyet egyetlen forgáspont támaszt meg, és leggyakrabban a két vége közötti felezőpontban található; ahogy az egyik vége felfelé megy, a másik lefelé megy. Ezek leggyakrabban parkokban és iskolai játszótereken találhatók.

## Fajtái
A legelterjedtebb mérleghinta játszótéri kialakítása egy középen kiegyensúlyozott deszkát tartalmaz. Mindkét végén egy személy ül, és felváltva nyomja a lábát a talajhoz, hogy felemelje oldalát a levegőbe. A játszótéri mérleghinták általában fogantyúval rendelkeznek, amelyet a lovasok megfoghatnak, miközben egymással szemben ülnek. A mérleghinta kialakításának egyik problémája, hogy ha egy gyermek megengedi magának, hogy ugrás után hirtelen a földet érje, vagy alul kilép a mérleghintából, a másik gyermek leeshet és megsérülhet. Emiatt a mérleghintákat gyakran puha felület, például hab, faforgács vagy homok fölé szerelik.

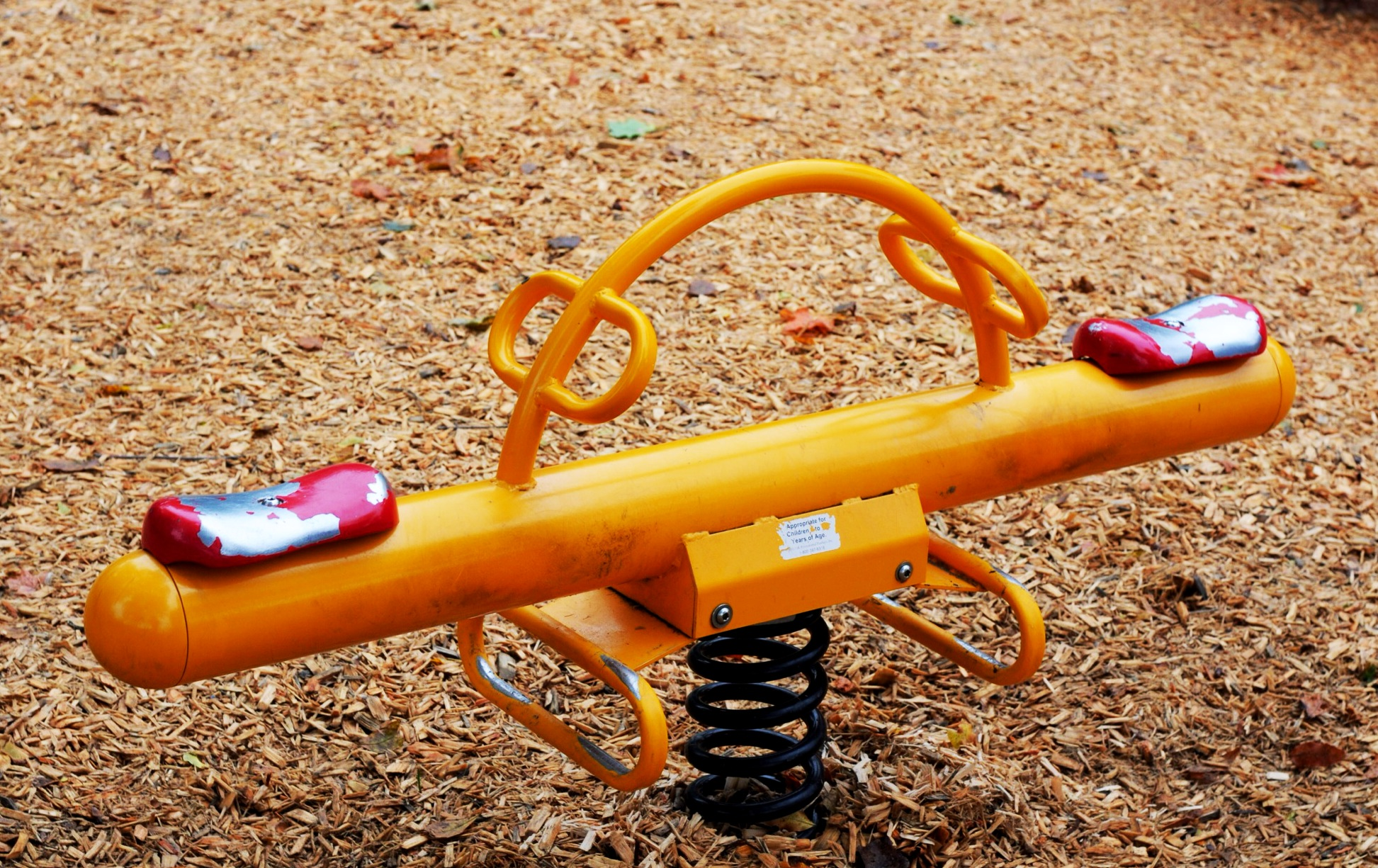
Egy mérleghinta a játszótéren

A mérleghintákat úgy is gyártják, hogy úgy nézzenek ki, mint más dolgok, például repülőgépek, helikopterek és állatok.
A mérleghintákat és a gyerekek játékra való vágyát néha a mechanikai folyamatok segítésére használják. Például a kolumbiai Gaviotas közösségben egy gyermekmérleghintát egy vízszivattyúhoz csatlakoztattak.

## Népszerűsége
A 2000-es évek elején biztonsági aggályokra hivatkozva mérleghintákat távolítottak el számos játszótérről az Egyesült Államokban. Néhányan azonban megkérdőjelezik, hogy valóban el kellett-e távolítani a mérleghintákat, jelezve, hogy a mérleghinták által nyújtott szórakozás meghaladhatja a használatuk biztonsági kockázatát.

## Fordítás
- Ez a szócikk részben vagy egészben  a   Seesaw című angol Wikipédia-szócikk fordításán alapul.  Az eredeti cikk szerkesztőit annak laptörténete sorolja fel. Ez a jelzés csupán a megfogalmazás eredetét és a szerzői jogokat jelzi, nem szolgál a cikkben szereplő információk forrásmegjelöléseként.